# Oryzomys palustris
Oryzomys palustris — напівводний північноамериканський гризун родини Cricetidae. Зазвичай мешкає в заболочених місцях існування, таких як болота й солончаки. Він зустрічається переважно на сході та півдні Сполучених Штатів, від Нью-Джерсі та Канзасу на південь до Флориди та північно-східного Тамауліпаса, Мексика; раніше його ареал поширювався далі на захід і північ, де він, можливо, був комменсалом у спільнотах, які вирощували кукурудзу. Вид важить приблизно від 40 до 80 грамів — це гризун середнього розміру, схожий на звичайного пацюка. Верхня частина тіла зазвичай сіро-коричнева, але у багатьох популяцій Флориди червонувата; низ білий або сіруватий. Ноги демонструють кілька спеціалізацій для життя у воді. Череп великий і сплощений, спереду короткий. Це чудовий плавець, який може занурюватися на глибину до 10 м і легко пропливає відстань до 300 м. Гнізда розміщує серед трав'янистої рослинності під сміттям або плете у воді над лінією високої води. У раціон входять рис і насіння трав'янистих рослин. За наявності (у сезон) членистоногі становлять 75% раціону. Веде переважно нічний спосіб життя. Розмноження може відбуватися протягом року, особливо рано навесні. Вагітність триває 21–28 діб. Розмір виводку 4–6 (діапазон 1–7). Відомо кілька виводків на рік, до шести. Молодняк відлучають від молока протягом двох тижнів.